# Vicarious Visions
Vicarious Visions är ett amerikanskt datorspelsutvecklingsföretag som har sitt säte i Menands, New York. Företaget grundades år 1991 av de två bröderna Karthik och Guha Bala. Företaget har fått flera priser för sina spel.
De utvecklade spel till Game Boy Color och PC i slutet på 1990-talet och började utveckla till stationära konsoler på 2000-talet. De är kända för att bland annat ha utvecklat spel i spelserier som Skylanders, Guitar Hero, Crash Bandicoot, Tony Hawk och Spider-Man.

## Utvecklade spel
| År   | Titel                                                 | Format                              |
| ---- | ----------------------------------------------------- | ----------------------------------- |
| 1996 | Synnergist                                            | PC                                  |
| 1997 | Dark Angael                                           | PC                                  |
| 1999 | Vigilante 8                                           | GBC                                 |
| 1999 | Zebco Fishing!                                        | GBC                                 |
| 2000 | Blue's Clues:Alphabet Book                            | GBC                                 |
| 2000 | Rescue Heroes: Fire Frenzy                            | GBC                                 |
| 2000 | Barbie: Magic Genie Adventure                         | GBC                                 |
| 2000 | The Wild Thornberrys: Rambler                         | GBC                                 |
| 2000 | Spider-Man                                            | GBC                                 |
| 2000 | Terminus                                              | Linux, Mac OS X, PC                 |
| 2000 | Polaris Snowcross                                     | GBC, N64, PC, PS1                   |
| 2000 | Pro Darts                                             | GBC                                 |
| 2001 | Snowcross                                             | GBC, PC                             |
| 2001 | Monsters, Inc.                                        | GBC                                 |
| 2001 | Zoboomafoo: Playtime in Zobooland                     | GBC                                 |
| 2001 | Kelly Club: Clubhouse Fun                             | GBC                                 |
| 2001 | Spider-Man: Mysterio's Menace                         | GBA                                 |
| 2001 | Power Rangers: Time Force                             | GBA                                 |
| 2001 | Spider-Man 2: Enter Electro                           | PS1                                 |
| 2001 | Tony Hawk's Pro Skater 2                              | GBA                                 |
| 2001 | Sea-Doo Hydrocross                                    | GBC, N64, PS1                       |
| 2001 | Jimmy White's Cue Ball                                | GBC                                 |
| 2001 | SpongeBob SquarePants: Legend of the Lost Spatula     | GBC                                 |
| 2002 | Whiteout                                              | PC, PS2, Xbox                       |
| 2002 | Star Wars Jedi Knight II: Jedi Outcast                | GC, Xbox                            |
| 2002 | Tony Hawk's Pro Skater 4                              | GBA, PS1, Wireless                  |
| 2002 | SpongeBob SquarePants: Revenge of the Flying Dutchman | GBA                                 |
| 2002 | Frogger Advance: The Great Quest                      | GBA                                 |
| 2002 | Tony Hawk's Pro Skater 3                              | GBA                                 |
| 2002 | Crash Bandicoot XS                                    | GBA                                 |
| 2002 | The Powerpuff Girls: HIM & Seek                       | GBA                                 |
| 2003 | The Muppets: On with the Show!                        | GBA, PC                             |
| 2003 | Spy Muppets: License to Croak                         | GBA, PC                             |
| 2003 | Crash Bandicoot 2: N-Tranced                          | GBA                                 |
| 2003 | Star Wars Jedi Knight: Jedi Academy                   | Xbox                                |
| 2003 | Crash Nitro Kart                                      | GC, GBA, N-Gage, PS2, Xbox          |
| 2003 | Hitta Nemo                                            | GBA                                 |
| 2003 | Disney's Brother Bear                                 | GBA                                 |
| 2003 | Bruce Lee: Return of the Legend                       | GBA                                 |
| 2003 | X2: Wolverine's Revenge                               | GBA                                 |
| 2003 | Tony Hawk's Underground                               | GBA                                 |
| 2003 | SpongeBob SquarePants: Battle for Bikini Bottom       | GBA                                 |
| 2003 | Disney's The Lion King 1 1/2                          | GBA                                 |
| 2003 | Joker's Wild                                          | Wireless                            |
| 2003 | Disney's Extreme Skate Adventure                      | GBA                                 |
| 2003 | Jet Grind Radio                                       | GBA                                 |
| 2004 | Kids Next Door: Operation S.O.D.A.                    | GBA                                 |
| 2004 | Shrek 2: Beg For Mercy!                               | GBA                                 |
| 2004 | That's So Raven                                       | GBA                                 |
| 2004 | Tony Hawk's Underground 2                             | GBA                                 |
| 2004 | Shark Tale                                            | GBA, Wireless                       |
| 2004 | Crash Bandicoot: Fusion                               | GBA                                 |
| 2004 | Spyro Fusion                                          | GBA                                 |
| 2004 | Shrek 2                                               | GBA                                 |
| 2004 | Crosswords by VV                                      | Wireless                            |
| 2004 | Rivet                                                 | Wireless                            |
| 2004 | Static Shock                                          | GBA                                 |
| 2005 | Tony Hawk's American Sk8land                          | GBA, NDS                            |
| 2005 | Madagascar: Operation Penguin                         | GBA                                 |
| 2005 | X-Men Legends II: Rise of Apocalypse                  | PSP                                 |
| 2005 | Ultimate Spider-Man                                   | GBA, NDS                            |
| 2005 | Batman Begins                                         | GBA                                 |
| 2005 | Madagascar                                            | GBA, NDS                            |
| 2005 | Doom 3                                                | Xbox                                |
| 2005 | Spider-Man 2                                          | PSP, NDS, Wireless                  |
| 2006 | Tony Hawk's Downhill Jam                              | GBA, NDS                            |
| 2006 | Marvel: Ultimate Alliance                             | PSP, Wii                            |
| 2006 | Over the Hedge                                        | GBA, NDS                            |
| 2006 | Over the Hedge: Hammy Goes Nuts                       | GBA                                 |
| 2007 | Guitar Hero III: Legends of Rock                      | Wii                                 |
| 2007 | Spider-Man 3                                          | GBA, NDS, PS2, PSP, Wii             |
| 2007 | Shrek the Third                                       | GBA, NDS                            |
| 2007 | Transformers:Autobots                                 | NDS                                 |
| 2007 | Transformers:Decepticons                              | NDS                                 |
| 2007 | Tony Hawk's Proving Ground                            | NDS                                 |
| 2007 | Bee Movie Game                                        | NDS                                 |
| 2008 | Kung Fu Panda                                         | NDS                                 |
| 2008 | Guitar Hero: On Tour                                  | NDS                                 |
| 2008 | Guitar Hero: Aerosmith                                | Wii                                 |
| 2008 | Guitar Hero World Tour                                | Wii                                 |
| 2008 | Guitar Hero On Tour: Decades                          | NDS                                 |
| 2008 | Quantum of Solace                                     | NDS                                 |
| 2009 | Mixed Messages                                        | NDSi                                |
| 2009 | Transformers Revenge of the Fallen: Autobots          | NDS                                 |
| 2009 | Transformers Revenge of the Fallen: Decepticons       | NDS                                 |
| 2009 | Guitar Hero On Tour: Modern Hits                      | NDS                                 |
| 2009 | Guitar Hero 5                                         | Wii                                 |
| 2009 | Marvel: Ultimate Alliance 2                           | PS3, Xbox 360                       |
| 2009 | Band Hero                                             | Wii, NDS                            |
| 2010 | Guitar Hero                                           | iPhone                              |
| 2010 | Transformers War for Cybertron: Autobots              | NDS                                 |
| 2010 | Transformers War for Cybertron: Decepticons           | NDS                                 |
| 2010 | Guitar Hero: Warriors of Rock                         | Wii                                 |
| 2011 | Guitar Hero 7                                         | Inställd                            |
| 2011 | Skylanders: Spyro's Adventure                         | 3DS                                 |
| 2012 | Skylanders: Cloud Patrol                              | iOS                                 |
| 2012 | Skylanders: Lost Islands                              | iOS                                 |
| 2012 | Skylanders: Battlegrounds                             | iOS                                 |
| 2012 | Skylanders: Giants                                    | Wii U                               |
| 2013 | Skylanders: Swap Force                                | PS3, PS4, Xbox 360, Xbox One, Wii U |
| 2014 | Skylanders: Trap Team                                 | Ios, Android, Kindle Fire           |